# Andie MacDowell
Rosalie Anderson (Andie) MacDowell (Gaffney (South Carolina), 21 april 1958) is een Amerikaans actrice en voormalig model. Ze won, samen met de gehele cast van Short Cuts, in 1994 een Golden Globe en behaalde individueel ervoor ook nominaties voor Sex, Lies, and Videotape, Green Card en Four Weddings and a Funeral. Daarnaast won ze onder meer een Saturn Award voor Groundhog Day en een ere-César.

## Levensloop
Toen MacDowell zes jaar oud was scheidden haar ouders. Haar moeder leed aan een depressie en was alcoholiste, wat in 1981 tot haar dood leidde.
MacDowell stopte in haar tweede jaar (1978) met haar studie en werd model voor Elite Model. Ze maakte reclame voor cosmetica- en haarverzorgingsconcern L'Oréal. Dit bleef ze ook na haar eerste acteerrol doen. Een serie televisieadvertenties voor Calvin Klein leidde tot MacDowells filmdebuut in Greystoke: The Legend of Tarzan, Lord of the Apes in 1984. Haar stem werd vanwege haar zware accent in die film nagesynchroniseerd door Glenn Close. Na een kleine rol in 1985 in St. Elmo's Fire leek haar filmcarrière te eindigen.
Vier jaar later volgde alsnog MacDowells doorbraak dankzij een rol in de onafhankelijke film Sex, Lies, and Videotape. Voor haar optreden werd ze voor verschillende prijzen genomineerd. Dit leidde tot een serie van hoofdrollen in onder meer Green Card, The Object of Beauty en Short Cuts.
MacDowell was van 1986 tot 1999 getrouwd, ze heeft naast haar dochter Margaret Qualley nog een zoon en een dochter. In 2001 hertrouwde MacDowell met een zakenman en scheidde in 2004. Sinds 2006 is ze verloofd.

## Filmografie

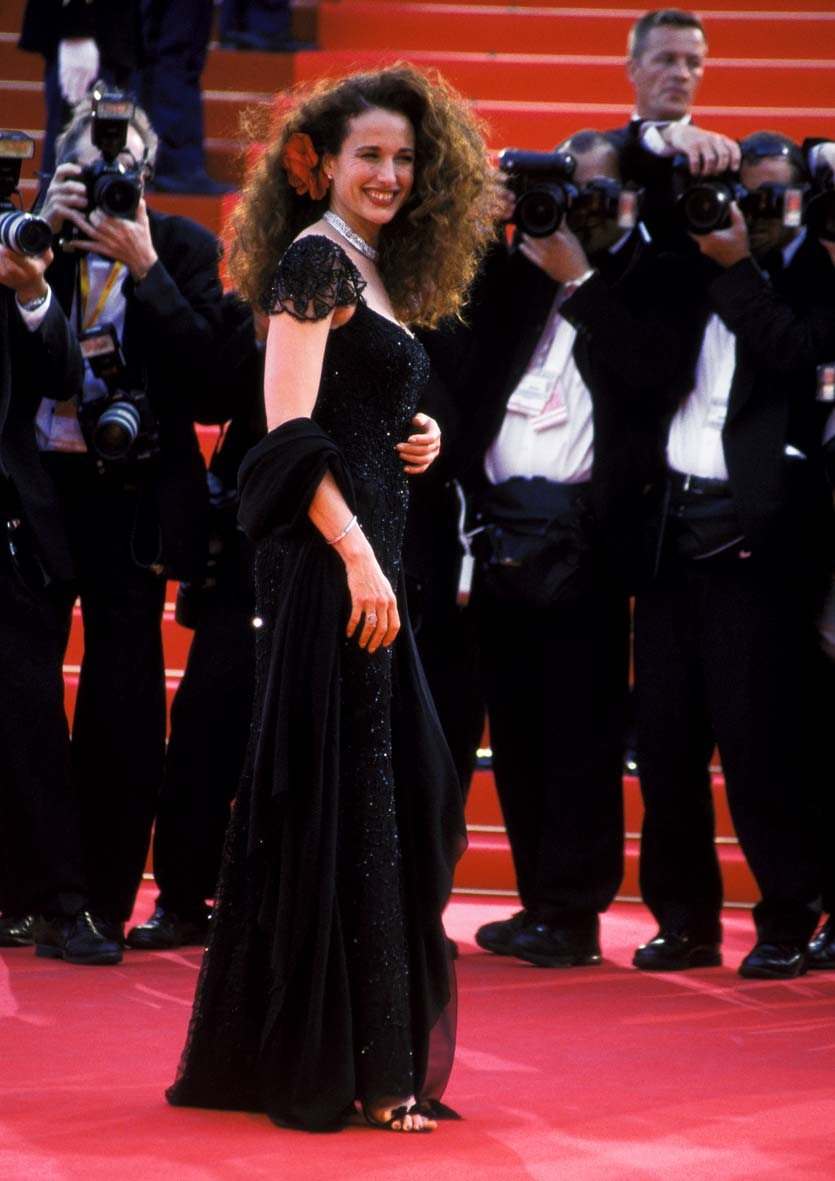
MacDowell in 2001